# Cite Montmartre-aux-artistes
La ciutat de Montmartre-aux-artistes és una ciutat d'artistes construïda als anys 30 per l'arquitecte Adolphe Thiers per iniciativa de l'escultor Louis-Aimé Lejeune i situada a Montmartre, al 189 rue Ordener, al 18è arrondissement de París (França). Formada per 180 tallers d'habitatge gestionats per l'oficina pública "Paris Habitat", és el més gran d'Europa.

## Localització i accés
L'edifici es troba al número 189 de rue Ordener, al districte de Grandes-Carrières del 18è arrondissement de París, al nord del Turó Montmartre. S'hi pot accedir amb transport públic des de les estacions de Lamarck - Caulaincourt i Jules Joffrin de la línia 12 i de Guy Môquet de la línia 13 del metro de París. L'estació més propera és rue Damrémont, però els desplaçaments amb bicicleta són incerts malgrat la normativa.

## Història
Per lluitar contra les operacions immobiliàries que van expulsar els artistes establerts a Montmartre després de la seva expulsió de la "Grande Galerie du Louvre" a principis del segle XIX, Jean Varenne, regidor del districte de "Grandes-Carrières", va proposar el 1924 al consell municipal de París de utilitzar el maquis de la rue Ordener per establir un conjunt d'edificis que inclouen estudis d'artistes, amb l'objectiu d'allotjar els de mitjans modestos i permetre-hi treballar. Es va adquirir un terreny de 5.500 m² per un preu de 1.078.200 francs. L'operació la porta a terme l'empresa d'habitatges de baix cost "Montmartre aux artistes" creada per un grup d'artistes reunits al voltant de l'escultor Louis-Aimé Lejeune (1884-1969), Premi de Roma el 1911. Una subscripció per accions per l'import s'organitza de cent francs amb un pagament mínim de deu accions. A proposta d'Henri Sellier, fundador de les ciutats jardí i president de l'oficina HBM del departament del Sena, la ciutat de París va concedir la seva garantia financera. Els primers llogaters es van instal·lar l'abril de 1932. Les condicions de vida dels habitatges inacabats eren deplorables, els efectes de la crisi del 1929 van fer impossible el pagament de lloguers que s'havien disparat, la gestió de la Companyia va ser catastròfica i finalment es va dissoldre.
L'oficina pública de la ciutat de París es va fer càrrec de la gestió deficitària dels edificis l'any 1936. Des del primer moment es van organitzar exposicions, actes i festes com el "Bal de la dèche" per donar suport als llogaters en dificultats. Es publica un diari: "Le Défenseur de Montmartre aux Artistes". Posteriorment, l'associació de llogaters i artistes de Montmartre (ALMA), la primera històricament creada, als anys 70, presidida pel pintor Jean-Louis Viard i després pel seu fill Rémy Viard, arquitecte-urbanista, va obrir la ciutat durant les jornades de portes obertes organitzades, anualment i anomenats "extra-Ordener", es filmen documentals sota l'egida de l'associació presidida l'any 2015 pel pintor i mosaïcista Frédéric Sénot de la Londe.
El cineasta Romain Goupil, que abans va ser president de l'associació, va créixer a la ciutat on s'havien establert des dels inicis el seu avi cantautor i la seva àvia, l'actriu Lita Recio. La ciutat és present en almenys un pla de cadascuna de les seves pel·lícules i més àmpliament a "Les Joursvenus" (2015). També està present en diversos plans de Le Ballon rouge d'Albert Lamorisse en què el pare de Romain Goupil era operador de càmera.

## Arquitectura
"La puresa de la seva escriptura, la força plàstica de les seves immenses façanes de vidre fan d'aquesta ciutat una obra important de l'arquitectura moderna parisenca".
A proposta de l'escultor Louis-Aimé Lejeune, la idea del qual va ser la de la creació d'un falansteri, els arquitectes Adolphe Thiers i Henry Trésal van dissenyar el projecte que preveu la construcció de tres edificis que comprenen 180 tallers, sales d'exposicions, conferències, biblioteca. i cooperativa, convertint-la en la ciutat d'artistes més gran d'Europa. 

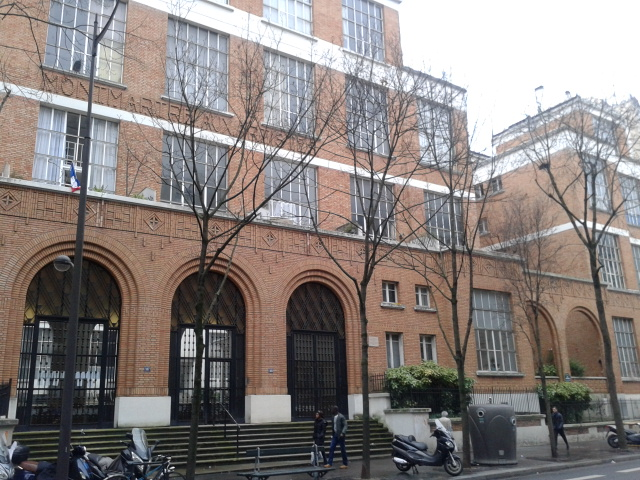
Façana i part de l'atri a la dreta.

Emmarcada per dos atris, una escala monumental condueix a la gran sala coberta de mosaics i oberta per tres portals porxats, de ferro i vitralls, a la façana art déco de maons ocre vermell. Un fris situat entre els dos primers nivells de cobertes de vidre presenta en relleu en el mateix to i el mateix material les grans majúscules del nom de la ciutat: "Montmartre per als artistes". Els tres edificis estan orientats nord-oest - sud-oest i situats un darrere l'altre paral·lel al carrer Ordener. El contrast és fort entre el maó vermell de la façana que dona al carrer i les parets blanques dels edificis de l'interior del pati on discorren els passadissos que donen servei als tallers a totes les plantes. Els estudis estan dissenyats com a dúplex de 65 m² per 8 metres d'alçada amb un altell que dona a la meitat de l'habitació individual il·luminada al nord per un gran terrat de vidre. Els sòls són de "parquet sense costures" fet d'una barreja de serradures i oli de llinosa. Originàriament no hi havia envans que dividia l'habitació, fet que permetia abaixar les despeses de construcció i lloguer i permetia a cada resident la possibilitat i cura d'arranjar-la al seu gust i segons les seves necessitats. Amb el temps, l'habitatge ha anat adquirint una comoditat que no tenia a l'inici. La ciutat va ser objecte d'una operació de rehabilitació l'any 2010.

## Condicions d'accés
Els habitatges associats a un taller, o els tallers sense habitatge, són, teòricament, només accessibles per a persones amb ingressos modestos i les seves famílies, o per als artistes que només desitgin tenir un taller sense habitatge, que puguin justificar una activitat artística, en l'àmbit social i fiscal, a través de la pertinença a la "Maison des artistes". Les llistes d'espera són molt llargues. Els expedients de sol·licitud han d'anar acompanyats d'una declaració de motivació que presenti l'activitat durant diversos anys. Són instruïts per una comissió de "Paris Habitat", l'oficina d'habitatge públic de la ciutat de París. Entre els habitants de la ciutat hi ha representades moltes formes d'art: artistes visuals, músics, actors, escriptors, cineastes, videògrafs, fotògrafs, etc.

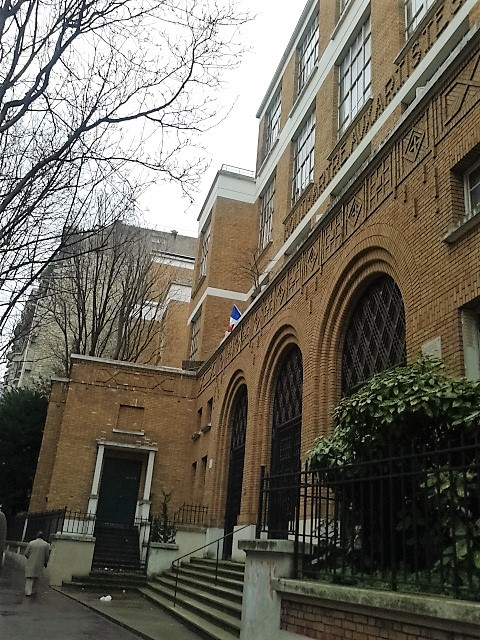
Façana tancada i part de l'atri a l'esquerra.

Quan l'any 1936 es va reprendre l'operació, l'oficina va decidir, tot reservant la prioritat als artistes, "omplir l'edifici" de llars corrents a falta de sol·licituds que complissin els criteris d'atribució, creant, en menor mesura, una persistència socioprofessional, barreja per la gestió dels contractes d'arrendament signats llavors, el canvi d'ocupació professional, o en la composició familiar. La durada mitjana és de 27 anys, la durada màxima (un cas extrem) és de 69 anys. Les associacions de veïns (n'hi ha quatre a la ciutat, amb fortes discrepàncies: unes defensen tots els llogaters contra els desnonaments, d'altres volen preservar el caràcter artístic de la ciutat) no atorguen a les autoritats de decisió capacitat de reconeixement de la qualitat d'artista i defensor, la seva preferència per la cooptació dels futurs residents. Tanmateix, només participen en les comissions d'adjudicació de tallers d'habitatge amb caràcter consultiu.

Davant l'escassetat de tallers vacants i la important demanda d'artistes sense taller, l'Ajuntament de París va demanar l'any 2009 a l'oficina pública que fes balanç de les condicions d'ús dels tallers existents i que proposés accions que posin fi a l'anormalitat, situacions d'ocupació dels tallers d'habitatges per tal de posar-los a disposició per a la seva finalitat principal. El buit legal que envolta les ciutats d'artistes, la història fundacional de "Montmartre-aux-artistes", la complexitat de les situacions dels veïns, la forta mobilització associativa són totes dificultats en el camí de les solucions a trobar per fer justícia als artistes, assignació d'un taller d'habitatge.

## Artistes residents
Els artistes aquí citats han tingut o tenen residència a la ciutat de "Montmartre-aux-artistes", tant si hi viuen com si han viscut en un estudi-habitatge, o simplement han treballat en un taller destinat a aquesta única funció.

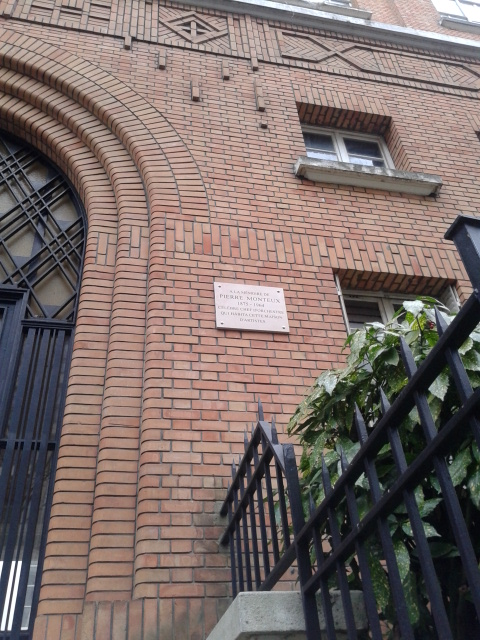
Placa en memòria del director d'orquestra Pierre Monteux a la façana.

- Yvette Alde (pintora i il·lustradora, 1911-1967)
- Jean Aujame (pintor i litògraf, 1905-1965)
- Roger Bertrand Baron (escultor medallista, 1907-1994)
- Dominique De Beir (pintor, artista visual i creador d'instal·lacions, 1964)
- Milija Belic (pintor, escultor i teòric de l'art, 1954)
- Louis Berthomme Saint-André (pintor i litògraf, 1905-1977)
- André Breuillaud (pintor, 1898-1994)
- Rodolphe Caillaux (pintor, 1904-1989)
- Nathalie Chabrier (pintor i litògraf, 1932-)
- Annette Charlot (professor de cant, 1913-2004)
- Jean Dreyfus-Stern (pintor, 1890-1969)
- Roger Forissier (pintor i gravador, 1924-2003)
- Aline Gagnaire (pintor surrealista, 1911-1997)

| - Pierre Garcia-Fons (pintor i escultor, 1928-2016) - Romain Goupil (cineasta, actor, 1951) - Claude Grosperrin (pintor i litògraf, 1936-1977) - Monique Journod (pintor i litògraf, 1935) - Ariane Laroux (pintor, dissenyador i gravador, 1957, va passar la seva infantesa al taller del seu pare, el pintor André Laroux) - Jean Martinon (director d'orquestra i compositor, 1910-1976) - Pierre Monteux (director d'orquestra, 1875-1964) - Guillemette Morand (pintor, 1913-1989) - Jean-Jacques Morvan (pintor, gravador i escultor, 1928-2005) - Jean Navarre (pintor, 1914-2000) - Louis Norgeu (pintor i decorador, 1898-1957) | - Takanori Oguiss (pintor, 1901-1986) - Gabriel Paris (pintor i decorador de cinema, 1924-2000) - Georgette Piccon (pintor figuratiu, 1920-2004) - Lita Recio (comediant, 1906-2006) - Raymond Renefer (anoomenat Jean Fontanet, pintor, il·lustrador i gravador, 1879-1957) - Georges Simon (escultor i medallista, 1906-1982) - Gisèle Touret (comediant) - Olaf Van Cleef (pintor de collages, 1950) - Paul Vannier (escultor i medallista) - Jean-Louis Viard (pintor, gravador i cartró, 1917-2009) Roger Weiss (pintor, 1910-1994) Gabriel Zendel (pintor, 1906-1992) |

## Protecció del patrimoni
La ciutat de "Montmartre-aux-Artistes" va ser inclosa el 24 de maig de 2021
a l'inventari general de la regió d'Illa-de-France com a part de l'enquesta temàtica regional «Tallers d'artistes a Ile-de-France».